# Jagdgeschwader 7
7-ма винищувальна ескадра «Новотни» (нім. Jagdgeschwader 7 (JG 7) "Nowotny") — винищувальна ескадра Люфтваффе за часів Другої світової війни. Отримала свою назву на честь одного з найкращих пілотів Люфтваффе Вальтера Новотни.

## Історія
7-ма винищувальна ескадра веде свою історію від створеної у вересні 1944 року спеціальної авіаційної групи, так званої «команди Новотни», яка мала на озброєнні реактивні винищувачі Me 262.

### Основні райони базування штабу 7-ї винищувальної ескадри[1]
| Час                           | Місто             | Основний літак        |
| ----------------------------- | ----------------- | --------------------- |
| 25 серпня — грудень 1944      | Кенігсберг        | Bf 109G (планувалося) |
| грудень 1944 — 11 квітня 1945 | Бранденбург-Бріст | Me 262A               |
| 11 квітня — 8 травня 1945     | Заатц             | Me 262A               |

## Командування

### Командири
- оберст Йоганнес Штайнгофф (нім. Johannes Steinhoff) (1 — 26 грудня 1944);
- майор Теодор Вайссенбергер (нім. Theodor Weissenberger) (1 січня — 8 травня 1945);
- майор Рудольф Зіннер (нім. Rudolf Sinner) ТВО.